# 강행숙
강행숙(姜幸淑, 1961년 5월 20일~)은 대한민국의 배드민턴 선수이다. 1982년과 1986년 아시안 게임에 참가했다.